# طنبه والعدنة (يريم)

تعديل مصدري - تعديل

طنبه والعدنة هي إحدى قرى عزلة بني عمر بمديرية يريم التابعة لمحافظة إب، بلغ تعداد سكانها 206 نسمة حسب تعداد اليمن لعام 2004.